# Ocyptamus lemur
Ocyptamus lemur là một loài ruồi trong họ Ruồi giả ong (Syrphidae). Loài này được Osten Sacken mô tả khoa học đầu tiên năm 1877. Ocyptamus lemur phân bố ở miền Tân bắc